# 5 франків (Пастер)
5 франків (Пастер) — французька банкнота, ескіз якої розроблений 6 травня 1966 року і випускалася в обіг Банком Франції з 3 січня 1967 року. Вона замінила бакноту 5 франків Віктор Гюго і стала останньою бакнотой цього номіналу.

## Історія
Банкнота з серії присвяченої відомим вченим, розпочатої Банком Франції в 1963 році. В рамках серії вийшли банкноти присвячені Вольтеру, Расіну, Корнелю і Мольєру. Вся серія була випущена в період з травня 1966 по червень 1976 року. Початок виходу цієї серії з обігу 6 червня 1976, а 15 вересня 1986 всі банкноти цієї серії оголошені недійсними.

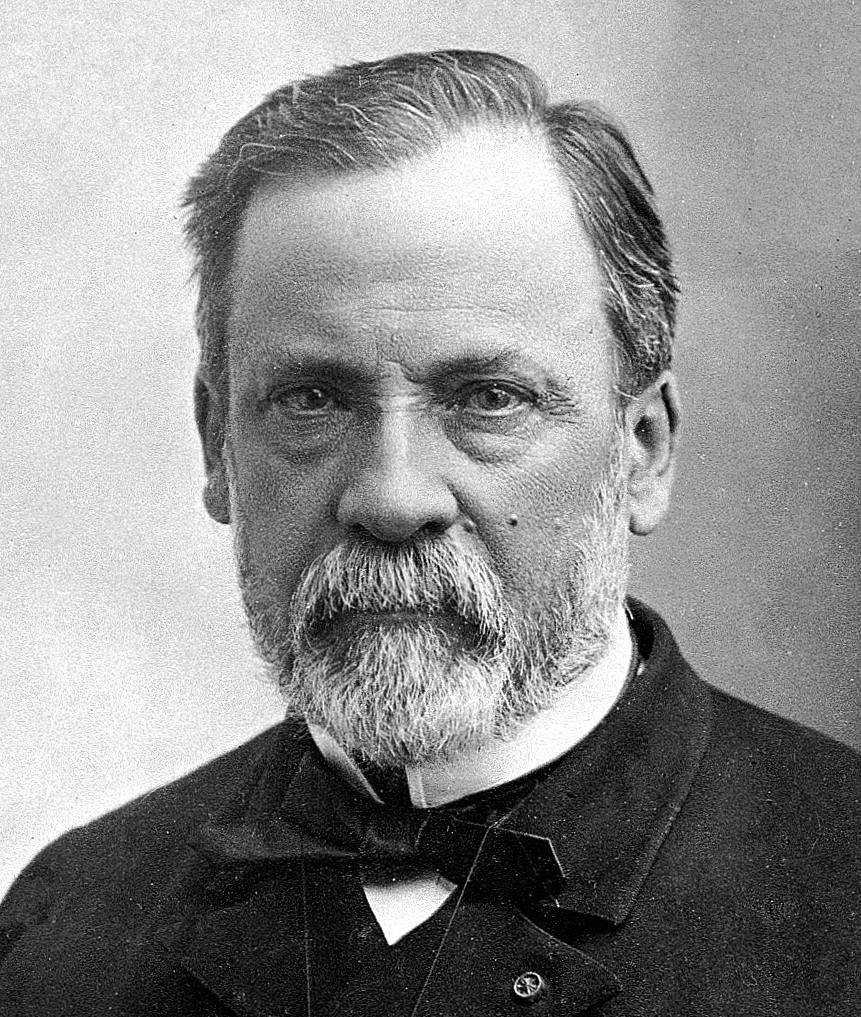
Луї Пастер — видатний французький мікробіолог і хімік

## Опис
Авторами бакноти стали П'єр Ламбер, а також гравери Жільбер Пульє та Анрі Рено. Домінуючими кольорами бакноти є жовтий, зелений і синій.
Аверс: у лівій частині бакноти зображено портрет Луї Пастера, розташований на тлі Інституту Пастера в Парижі. За Пастером розташовані шовковиці.
Реверс: у правій частині бакноти портрет Пастера, ліворуч бронзова статуя скульптора Еміля-Луї Трюффо і Жана-Батиста Жюпіле. Статуя зображує пастуха що рятує дитину від сказу. Також зображена лабораторія, в якій розташовані мікроскоп, пробірки і на зовнішньому фризі тварини, що використовуються в експериментах. Також в правій частині бакноти, розташовані кристали у вигляді мозаїки, яка викладена на пам'ятнику біля могили Пастера. 
Водяний знак банкноти являє собою профіль вченого. Розміри бакноти складають 140 мм х 75 мм.

## Джерело
- Перелік французьких банкнот [Архівовано 14 квітня 2012 у Wayback Machine.]
- Сайт нумізматики та боністики Франції [Архівовано 12 березня 2014 у Wayback Machine.]